# Степанівська сільська рада (Борзнянський район)
Степа́нівська сільська́ ра́да — адміністративно-територіальна одиниця та орган місцевого самоврядування в Борзнянському районі Чернігівської області. Адміністративний центр — село Степанівка.

## Загальні відомості
- Територія ради: 6 км²
- Населення ради: 1 060 осіб (станом на 2001 рік)

Степанівська сільська рада зареєстрована 1918 року. Стала однією з 26-ти сільських рад Борзнянського району і одна з 16-ти, яка складається більше, ніж з одного населеного пункту.

## Населені пункти
Сільській раді підпорядковані населені пункти:
- с. Степанівка (435 осіб)
- с. Березівка (9 осіб)
- с. Воловиця (335 осіб)

## Освіта
На території сільради діє Степанівська ЗОШ І-ІІ ст.

## Склад ради
Рада складається з 12 депутатів та голови.
- Голова ради: Бондаренко Віктор Володимирович
- Секретар ради: Ярмоленко Валентина Дмитрівна

### Керівний склад попередніх скликань
| Прізвище, ім'я, по батькові     | Основні відомості                                                                       | Дата обрання | Дата звільнення |
| ------------------------------- | --------------------------------------------------------------------------------------- | ------------ | --------------- |
| Бондаренко Віктор Володимирович | Сільський голова, 1973 року народження, освіта вища, член Соціалістичної партії України | 26.03.2006   | 31.10.2010      |
| Бондаренко Віктор Володимирович | Сільський голова, 1973 року народження, освіта вища                                     | 31.10.2010   |                 |

Примітка: таблиця складена за даними сайту Верховної Ради України

### Депутати
За результатами місцевих виборів 2010 року депутатами ради стали:

#### За суб'єктами висування
| Суб'єкт висування                                       | Кількість обраних депутатів | %    |
| ------------------------------------------------------- | --------------------------- | ---- |
| Народна партія                                          | 4                           | 33,3 |
| Партія регіонів                                         | 3                           | 25   |
| Політична партія Всеукраїнське об'єднання «Батьківщина» | 2                           | 16,7 |
| Соціалістична партія України                            | 2                           | 16,7 |
| Самовисування                                           | 1                           | 8,3  |

#### За округами
| № округу                                                | Прізвище, ім'я, по батькові         | Дата визнання обраним | Освіта             | Партійна приналежність                        | Відомості про обраного депутата             |
| ------------------------------------------------------- | ----------------------------------- | --------------------- | ------------------ | --------------------------------------------- | ------------------------------------------- |
| Народна Партія                                          |                                     |                       |                    |                                               |                                             |
| 1                                                       | Фесюн Світлана Миколаївна           | 02.11.2010            | середня спеціальна | член Народної партії                          | Дільничналікарня, мед-сестра                |
| 3                                                       | Хоменко Світлана Анатоліївна        | 02.11.2010            | середня спеціальна | член Народної партії                          | СТОВ"Десна", головний економіст             |
| 4                                                       | Хоменко Сергій Анатолійович         | 02.11.2010            | вища               | член Народної партії                          | СТОВ"Десна", головний агроном               |
| 5                                                       | Дорош Петро Григорович              | 02.11.2010            | вища               | член Народної партії                          | Лісництво, майстерлісу                      |
| Партія регіонів                                         |                                     |                       |                    |                                               |                                             |
| 7                                                       | Шумейко Микола Анатолійович         | 02.11.2010            | середня            | позапартійний                                 | СТОВ"Десна", механі-затор                   |
| 8                                                       | Кушнір Світлана Іванівна            | 02.11.2010            | середня            | позапартійна                                  | тимчасово не працює                         |
| 12                                                      | Ломаківський Олександр Анатолійович | 02.11.2010            | середня            | позапартійний                                 | тимчасово не працює                         |
| Політична партія Всеукраїнське об'єднання «Батьківщина» |                                     |                       |                    |                                               |                                             |
| 10                                                      | Костюченко Тетяна Петрівна          | 02.11.2010            | середня спеціальна | член Всеукраїнського об'єднання «Батьківщина» | тимчасово не працює                         |
| 11                                                      | Кушнір Світлана Іванівна            | 02.11.2010            | середня спеціальна | член Всеукраїнського об'єднання «Батьківщина» | тимчасово не працює                         |
| Соціалістична партія України                            |                                     |                       |                    |                                               |                                             |
| 2                                                       | Гузь Людмила Володимирівна          | 02.11.2010            | середня спеціальна | позапартійна                                  | Відділеннязв'язку, зав. відділенням зв'язку |
| 9                                                       | Май Володимир Миколайович           | 02.11.2010            | середня спеціальна | член Соціалістичної партії України            | ПП «Май», директор                          |
| Самовисування                                           |                                     |                       |                    |                                               |                                             |
| 6                                                       | Ярмоленко Валентина Дмитрівна       | 02.11.2010            | вища               | позапартійна                                  | Сільська рада, секретар                     |